# Храм Зевса у Герасі
Храм Зевса у Герасі – монументальна споруда античного міста Гераса, котре передувало сучасному Джерашу (знаходиться за три з половиною десятки кілометрів на північ від столиці Йорданії Амману). Складова частина грандіозного комплексу руїн Гераси.

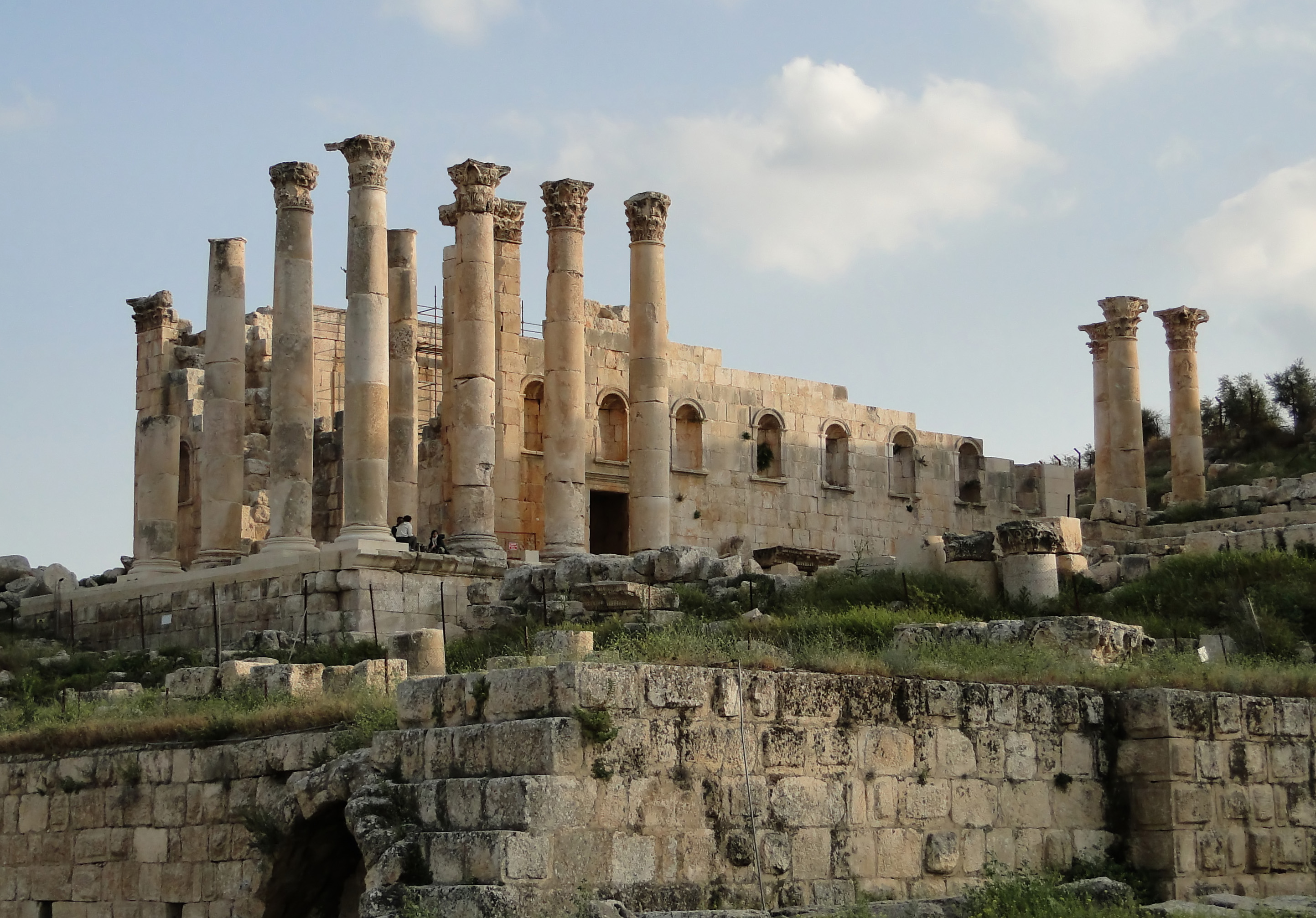
Храм Зевса

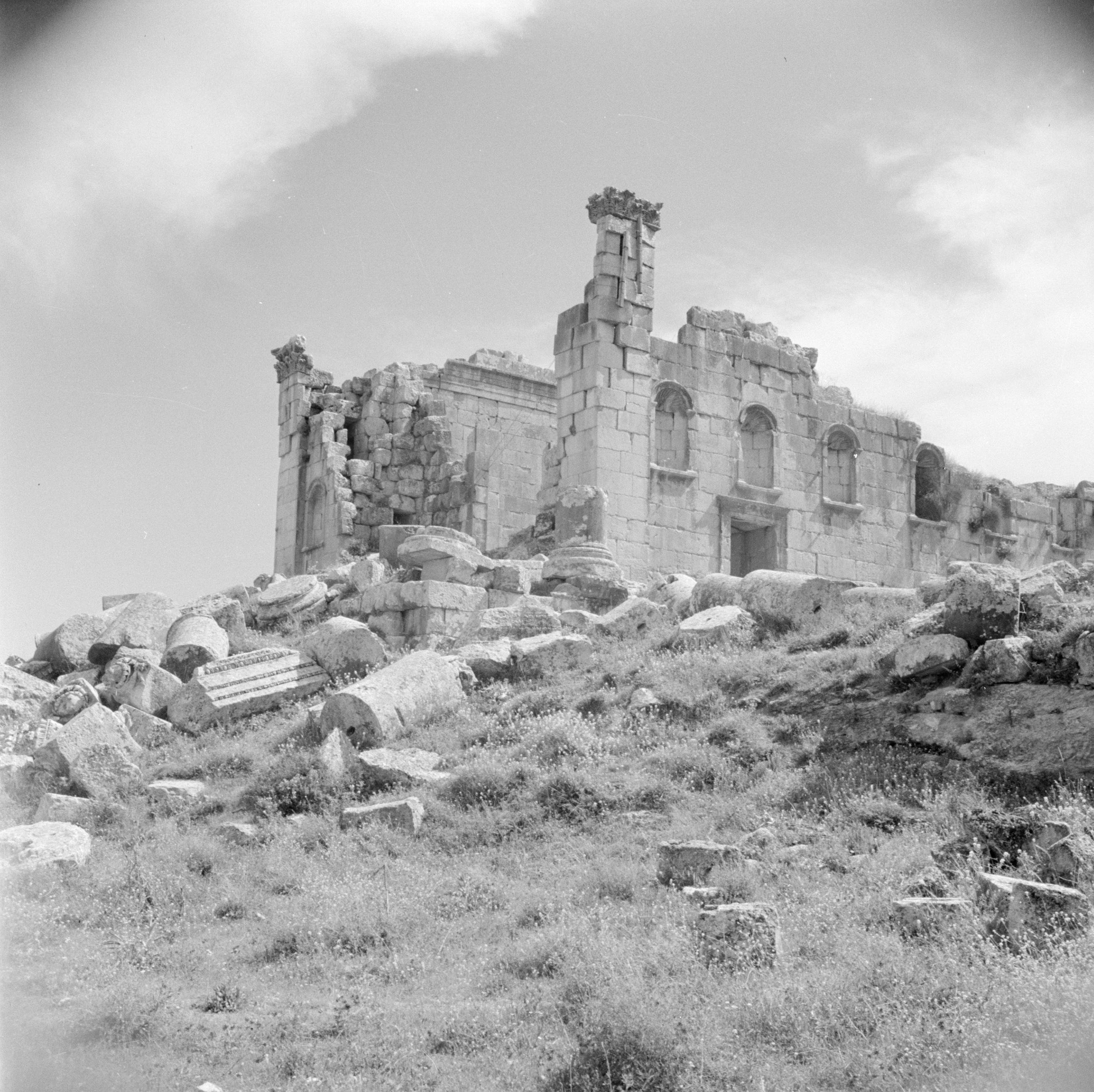
Руїни храму в 1950 році, до часткового відновлення колонади

Храм Зевса підноситься на пагорбі у західній частині міста біля Овальної площі. З південного заходу останньої сходи ведуть до вівтарного майданчику, котрий має розміри 100х50 метрів. Його зусібіч оточували криті галереї, з'єднані з двором численними арками, а у північній частині знаходився великий вівтар. Через розташовані на західній стороні майданчику парадні сходи шириною 28,3 метра можливо було піднятись на храмовий двір (теменос). Наразі сходи повністю зруйновані, так що досягти верхньої частини комплексу можливо лише кружним шляхом повз Південний театр. 

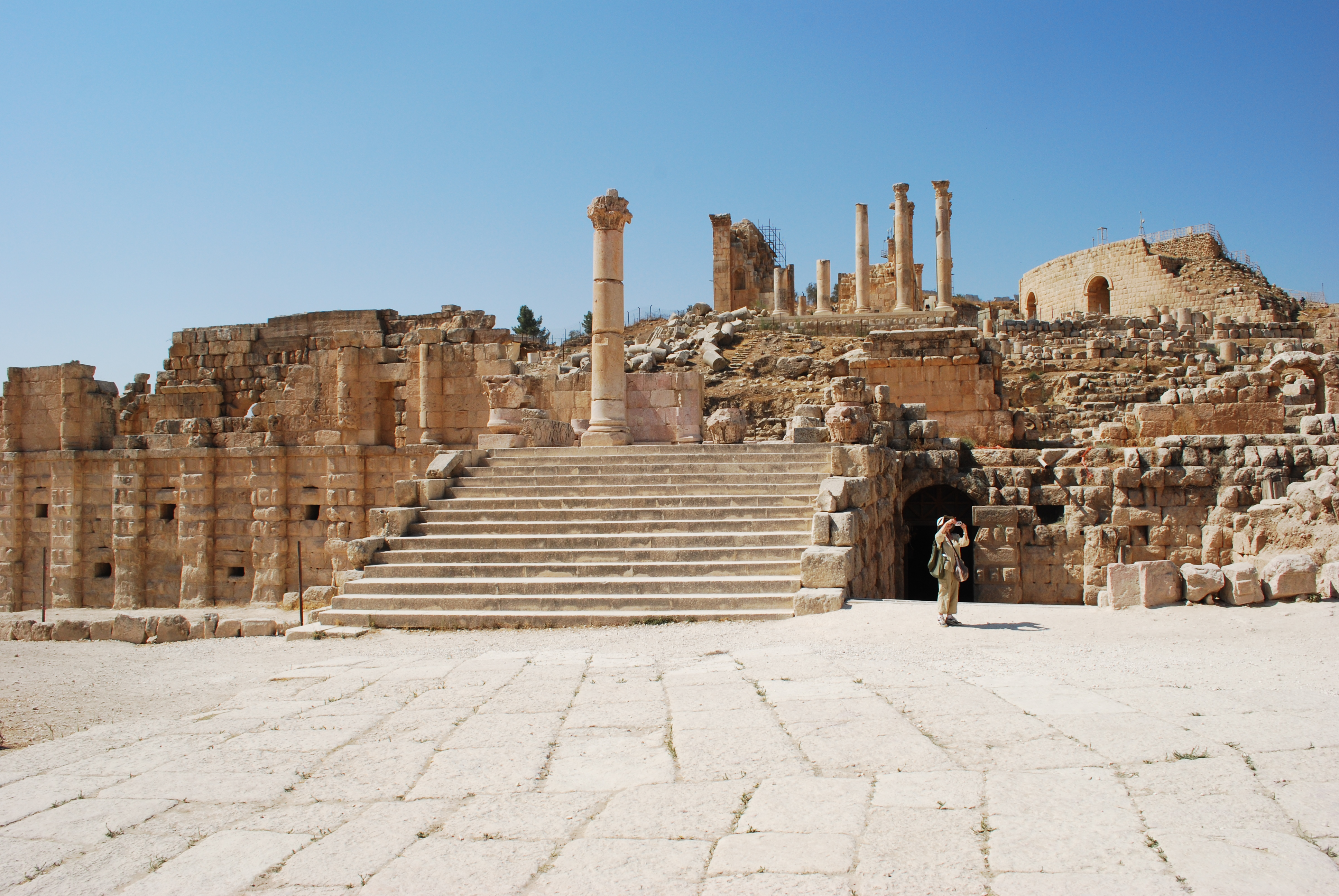
Сходи з Овальної площі на вівтарний майданчик. Ще вище над ним видніється храм

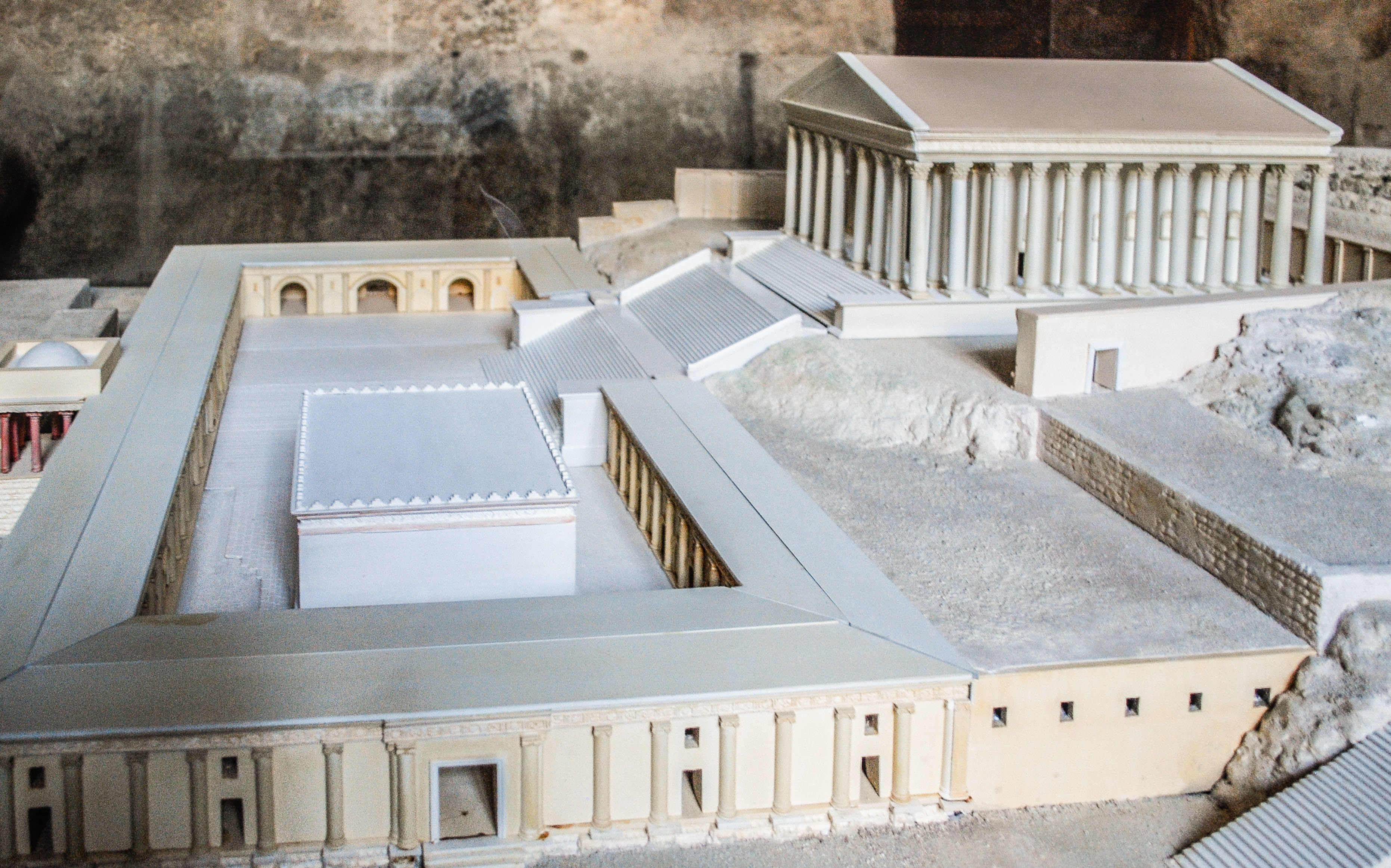
Реконструкція зовнішнього вигляду комплексу

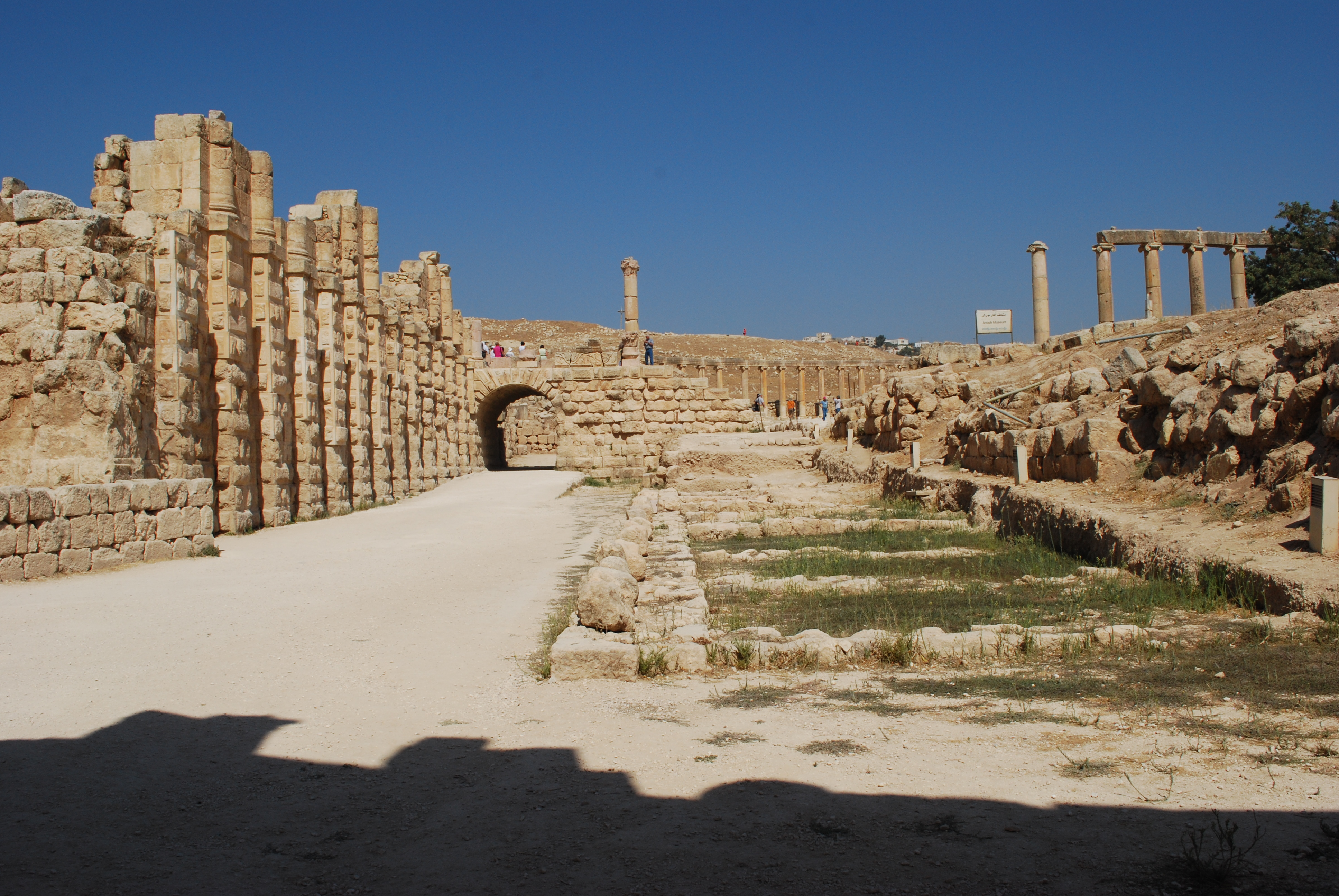
Вулиця від Південних воріт до Овальної площі, котра спершу йде попід східною опорною стіною вівтарного майданчику (на знімку ліворуч), а потім проходить під сходами, що ведуть з Овальної площі до нього

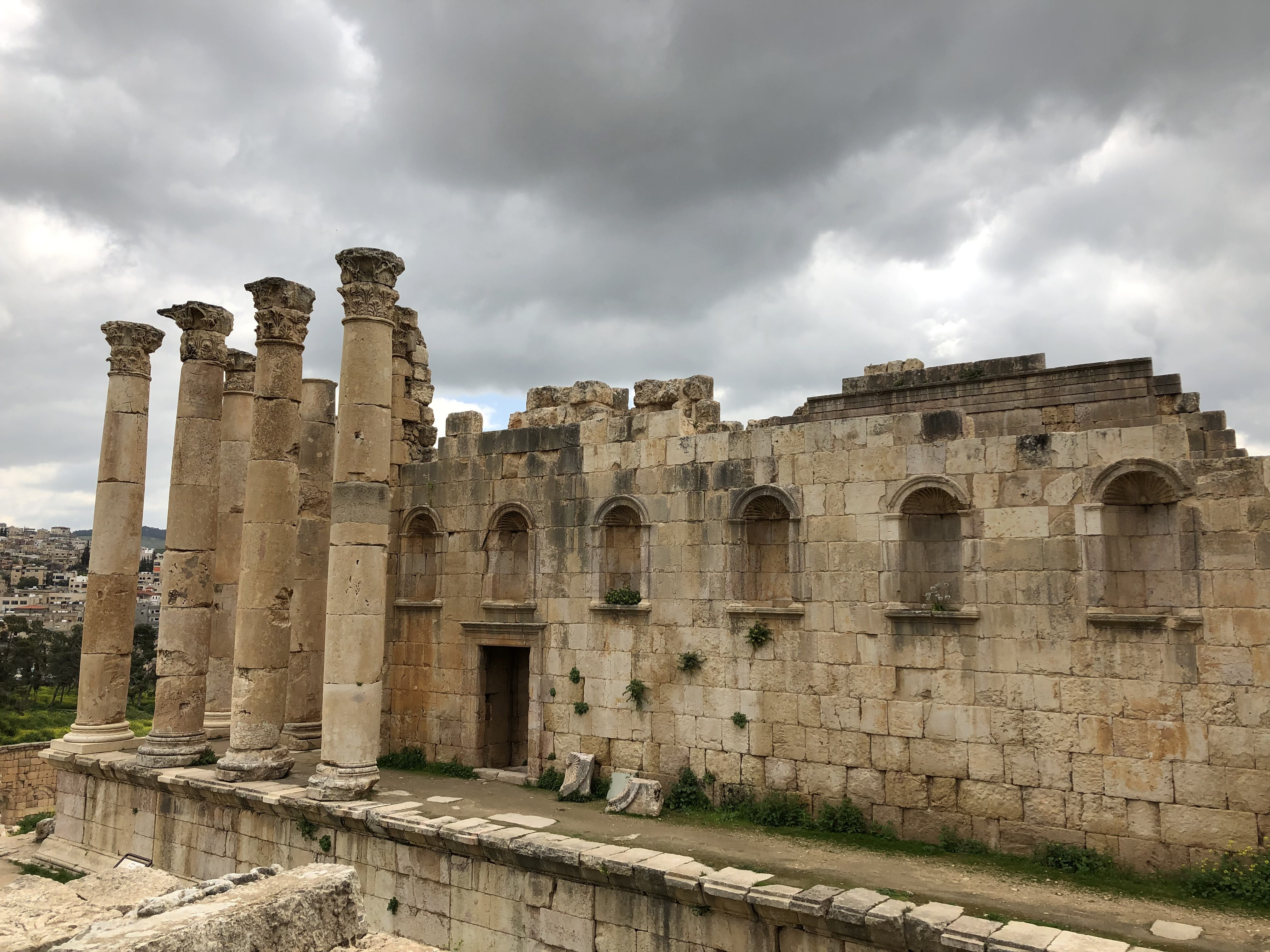
Прикрашена нішами бічна сторона храму

У центрі теменосу розташований храм з подіумом розмірами 28,3х41,3 метра, доступ на який облаштували лише з фасадної сторони, що відповідає римській архітектурній традиції. В той же час, центральне приміщення є меншим від подіуму та оточене колонадою з усіх боків, як то робили у Греції. Можливо відзначити, що подібний тип храмів був поширений у римському Зайорданні, наприклад, за такою ж схемою будували Храм Геркулеса у Філадельфії або Храм Артеміди у тій же Герасі – проте, на відміну від цих двох споруд, лише герасенський Храм Зевса мав повністю завершений портик. Останній налічував по 8 колон на фасаді та тильній стороні і по 12 колон на бічних сторонах (всього 36, враховуючи подвійну лічбу кутових елементів). Колони мали висоту 14,8 метра та завершувались чудовими коринфськими капітелями. Бічні сторони целли (центрального приміщення) храму прикрашали по вісім великих ніш. Доступ до целли відбувався через прохід глибиною 4,5 метра, обабіч якого облаштували сходи, котрими можливо було дістатись до даху будівлі.
Існуючий наразі храм Зевса є далеко не першим. Припускають, що святилище виникло тут ще у 1-му або навіть 2-му століттях до н.е. Починаючи з Селевкіда Антіоха IV Епіфана, Зевс Олімпійський був найбільш підтримуваним цією династією богом. А оскільки саме зазначеним царем найімовірніше і була заснована елліністична колонія з офіційною карбованою на монетах назвою «Антиохія-на-Хрисорроасі, колишня Гераса», недивно, що в ній впровадили культ Зевса. З останнім, до речі, була пов'язана і наївність у міста права асилії (надання прихистку). У перші ж десятиліття нової ери тут спорудили храмовий комплекс, від якого дотепер залишився вівтар на нижньому майданчику. Час цього будівництва засвідчений двома написами, датованими 22/23 та 42/43 роками, котрі повідомляють про великі пожертви на зведення споруди з боку Забдіона та Арістонаса, синів Арістомаха, жерця Тиберія.    

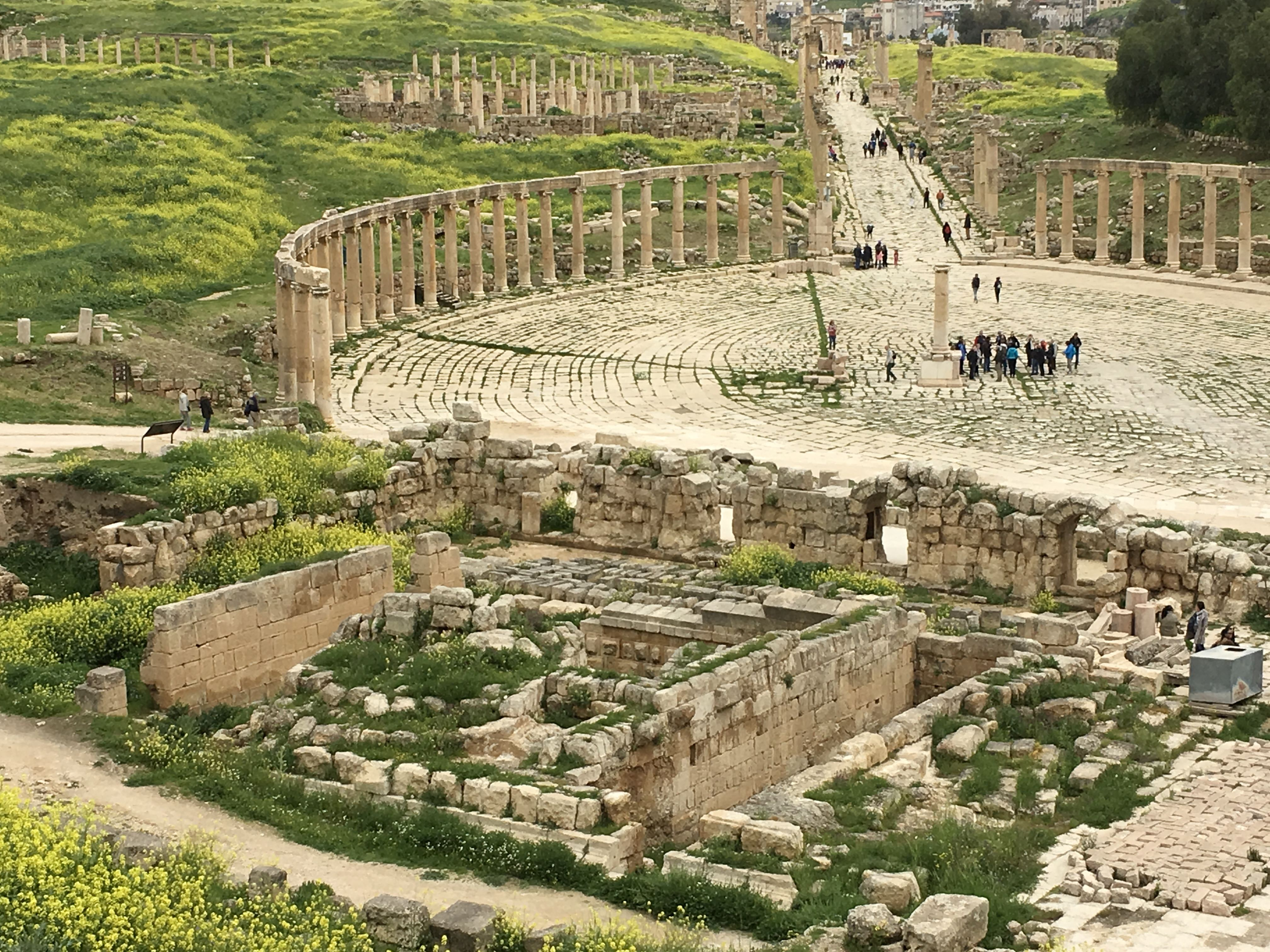
Вівтар (вид з верхнього храмового майданчику). На задньому плані Овальна площа

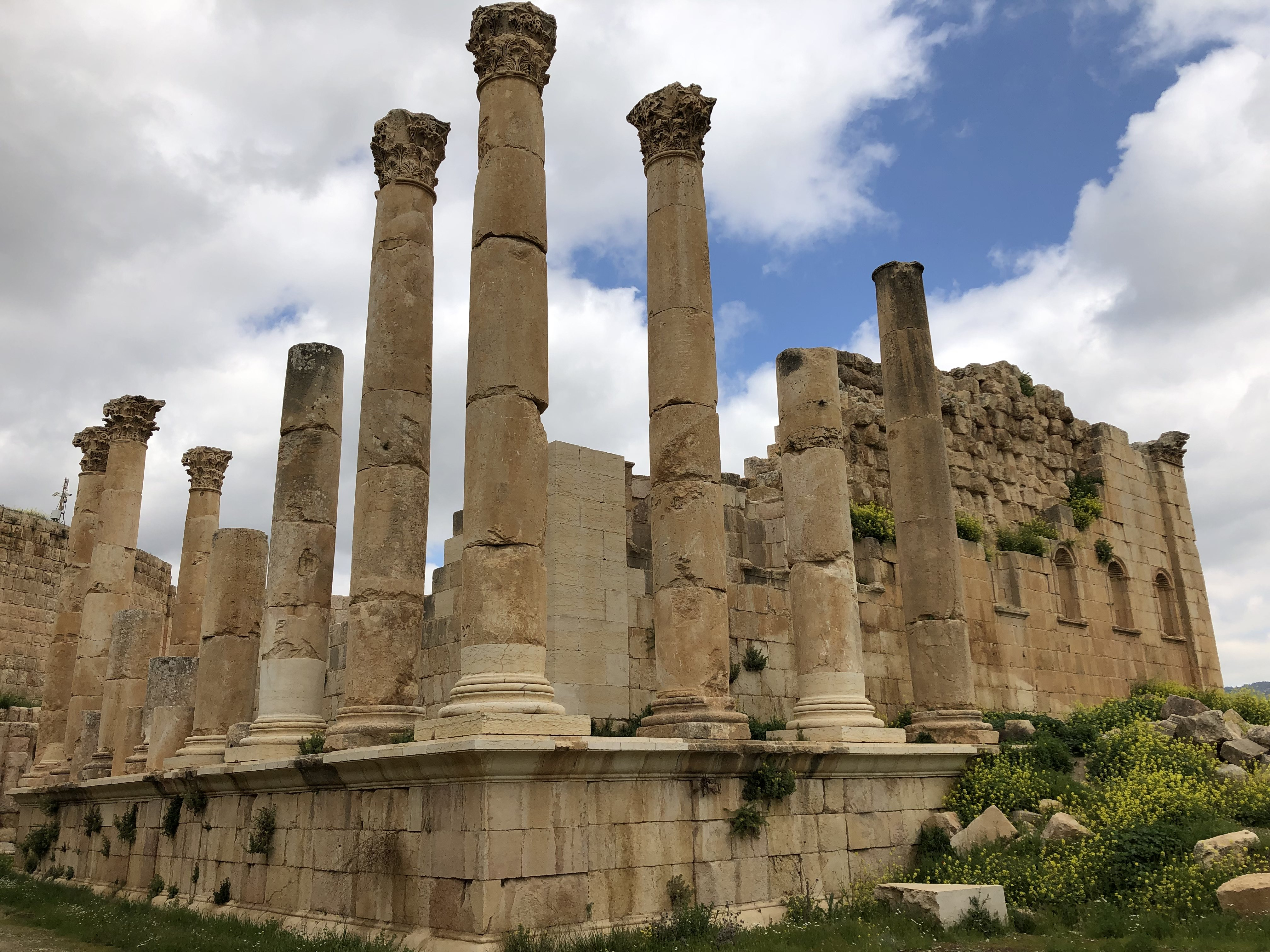
Вид тильної сторони храму

Втім, розвиток комплексу не завершився у 1-му столітті. Еллінізоване місто мало ще одну велику групу населення, котра віддавала перевагу його старій семітській назві «Гераса» без жодних додаткових уточнень (її також карбували на монетах, причому одночасно з формулою Антиохії-на-Хрисорроасі). Члени цієї групи найбільше пошановували Артеміду, причому за цим стояла ідентифікація під грецьким іменем якоїсь місцевої східної богині. У середині другого століття в Герасі звели величний храмовий комплекс Артеміди, на що, враховуючи суперництво семітської та елліністичної общин, остання відповіла серйозною перебудовою святилища Зевса. Зокрема, замість старого звели новий храм, котрий став до ладу в 162/163 році.